# Diabaly
Diabaly is een gemeente (commune) in de regio Ségou in Mali. De gemeente telt 34.300 inwoners (2009).
De gemeente bestaat uit de volgende plaatsen:
- Barikoro
- Bossitomo
- Bouka Wèrè
- Diabal
- Diabaly
- Diabaly Coura
- Diambé
- Dounguel Kogoni
- Kalan Coura
- Kogoni
- Kooni Bozo
- Kogoni Station
- Kourouma
- Kourouma Coura
- Koutiala Coura
- Mabrouk Kebé
- Massadougou
- N'Goobanibougou
- N'Gounando
- Nara
- Nièssoumana
- Rattenga
- Roundé Mady
- Saberenoda
- Sabaribougou
- Ségou Coura
- Sika
- Songo
- Téllé
- Tiéssorola
- Welingara
- Zittenga